# Passenger (álbum de NICO Touches the Walls)
Passenger es el tercer álbum de larga duración lanzado por la banda Nico Touches the Walls en Japón el 6 de abril de 2011, a través de Ki/oon Records. El álbum incluye el sencillo "Diver", la octava canción de apertura de la popular serie de anime Naruto Shippuden, el sencillo "Sudden Death Game" y la canción "Matrioska" que fue utilizado como el tema de apertura del anime de C.
El álbum está disponible en un edición limitada de "CD + DVD" que cuenta con un exclusivo documental sobre la realización del álbum. "Passanger" también sería puesto en venta en los EE. UU., pero la fecha de lanzamiento en EE. UU. no ha sido anunciada.

## Título
Durante la gira de división de la banda con "flumpool", el vocalista Mitsumura Tatsuya reveló el significado del nombre de "Passenger" del álbum:
Aunque el título "Passenger" se puede, naturalmente, ser traducido tanto como "viajero" o "alguien a bordo de algún medio de transporte" (en japonés), tenemos la intención de hacerlo a nuestra manera. Así que para nosotros, significa "mensajero" alguien que transmite "pasión". "Hemos hecho varias presentaciones en vivo en el último año y medio ... pero ahora que tenemos nuestra energía y poder de nuevo, nos estamos enfocando a verter todo ese entusiasmo apasionado en nuestra música. Por favor, mire hacia adelante para "Passenger"! 

## Estreno y promoción
El álbum contiene la mayoría de las canciones reproducidas en el Tour "Michi Michi Naki" en 2010, pero los sencillos del álbum "Passenger" fueron sólo dos: "Sudden Death Game" el único lanzamiento de la banda en 2010, que fue anunciado como un sencillo durante la gira "Michi Michi Naki" en el mismo año, y el sencillo "Diver", lanzado el 12 de enero de 2011 después de ser la octava apertura para el anime Naruto Shippuden unos meses antes.
A pesar de una serie menos de singles que sus anteriores discos, dos canciones promocionales de "Passenger" fueron lanzados: "Moso taiin A (妄想 队员 A)", al cual se hizo un video musical que fue lanzado con el álbum sólo para promocionarlo. Y la canción "Matryoshka" elegida para ser la apertura para el anime de C fue presentada en abril de 2011 por Fuji TV.

## Lista de canciones
| N.º   | Título                                 | Escritor(es)      | Duración |  |
| 1.    | «Rodeo (ロデオ)»                       | Tatsuya Mitsumura | 4:05     |  |
| 2.    | «Mōsō taiin A (妄想隊員A)»             | Tatsuya Mitsumura | 4:19     |  |
| 3.    | «Diver»                                | Tatsuya Mitsumura | 4:09     |  |
| 4.    | «Page 1 (ページ1)»                     | Tatsuya Mitsumura | 4:14     |  |
| 5.    | «Kimi Dake (君だけ)»                   | Tatsuya Mitsumura | 5:49     |  |
| 6.    | «Survive»                              | Tatsuya Mitsumura | 4:21     |  |
| 7.    | «Yougisha (容疑者)»                    | Tatsuya Mitsumura | 5:08     |  |
| 8.    | «Yuujou sanka (友情讃歌)»              | Tatsuya Mitsumura | 4:14     |  |
| 9.    | «Matryoshka (マトリョーシカ)»          | Sakakura Shingo   | 5:00     |  |
| 10.   | «Sudden Death Game (サドンデスゲーム)» | Tatsuya Mitsumura | 5:29     |  |
| 11.   | «Passenger»                            | Tatsuya Mitsumura | 7:24     |  |
| 54:00 |                                        |                   |          |  |

- Datos: Q2070768